# Tour of Leuven
Tour of Leuven - Memorial Jef Scherens, fram till och med 2021 kallat Grote Prijs Jef Scherens, är ett årligt endags cykellopp på landsväg som avhållits sedan 1963 i och kring belgiska Leuven. Loppet, som körs i augusti, är uppkallat efter den belgiske bancyklisten Jef Scherens som blev världsmästare i sprint sju gånger (1932-1937, 1947). Det ingår i UCI Europe Tour och klassificeras som 1.1. Tidigare kördes loppet som ett kriterium inne i Leuven, men sedan 2022 går det först ut på "landsbygden" där det körs två varv på en slinga, innan det återvänder till Leuven och avslutas med sex varv på den tidigare kriterieslingan.
Ruttens profil är "småbackig" och det går antingen uppför eller nerför "mest hela tiden". 2022 var de längsta motluten under det 199 kilometer långa loppet 1900 m med en genomsnittlig stigning på 3,1% (Mommaertsstraat - 2 passager) och 1100 m med 3,1% (Leopold Decouxlaan - 7 passager), medan de brantaste backarna var 300 m med 8,3% (Wijnpersstraat - 7 passager) och 600 m med 8,1% (Smeysberg - 3 passager) - totalt 37 stigningar.

## Podieplaceringar
| 1968 |

| 1989 |

| 2020 |